# Araeopus conspersinervis
Araeopus conspersinervis är en insektsart som beskrevs av Lethierry 1890. Araeopus conspersinervis ingår i släktet Araeopus och familjen sporrstritar. Inga underarter finns listade i Catalogue of Life.